# Companhia de Teatro Atores de Laura
A Companhia de Teatro Atores de Laura é uma companhia teatral brasileira, que se formou sob a direção de Susanna Kruger e Daniel Herz, em 1992, na cidade do Rio de Janeiro.

## Integrantes e fundadores
Anderson Mello, Ana Paula Secco, Charles Fricks, Daniel Herz, Leandro Castilho, Luiz André Alvim, Luiz Henrique Larica Gazzola, Marcio Fonseca, Paulo Hamilton e Verônica Reis,

## Peças
- 1992/1993 - "A entrevista",
- 1994 - "Cartão de embarque"
- 1995 - "Sonhos de uma noite de inverno ou Julliett's birthday
- 1995/1996/1997 - "Romeu e Isolda"
- 1996/1997 - "Decote"
- 1998 - "O Julgamento"
- 1998 - "A casa bem assombrada"
- 1998 - "O mundo não me quis"
- 1999 - "As rosas de Nossa Senhora"
- 1999 - "A Flauta Mágica"
- 2000 - "Auto da India ou Arabutã"
- 2002 - "As artimanhas de Scapino"
- 2004 - "O conto do inverno"
- 2006 - "N. I. S. E.,"
- 2007/2008 - "Ensaios de Mulheres"
- 2009 - "Pessoas"
- 2010 - "O enxoval"
- 2011 - "Adultério"
- 2011 - "O filho eterno"
- 2012 - "Absurdo"
- 2013 - "Beatriz"